# Istorijat hirurgije katarakte
Istorijat hirurgije katarakte prema sačuvanim i nesačuvanim istorijskim podacima proteže se skoro kroz 20 vekova, počev od prvih radova Celsuasa (25. god. p.n.e - 50. n.e.), koji opisuju postojanje hirurgije katarakte u doba Filoksena (Philoxen 300 god. p. n. e.), pa sve današnjih dana.

## Prva saznanja o katarakti
Od nesvesnog potiskivanja beličasta materija (očnog sočivo) koju su tokom intervencije potiskivali iz zeničnog predela prvi hirurzi katarakte, do današnjih saznanja o prirodi katarakte čekalo se od prvih začetaka hirurgije sve do 18. veka, kada su Žan i Briso (Antoine Maitre Jan i Michel Pierre Brisseau, 1708) na materijalu autopsija dokazali da je katarakta zamućeno sočivo oka.
Drevni Japanski hirurzi, su oko 2000 godina p. n. e. koristili oštre hirurške instrumente kojima su vršili razne intervencije na oku i zlatne kanile za isisavanje razmekšane, hipermaturne katarakte.
U Vedama (svetim knjigama stare Indije od 1500. do 500. godine p. n. e.) prvi put se pominje operacija katarakte. A Hindu medicina je viśe vekova kasnije poznavala metode potiskivanja sočiva prema staklastom telu, za šta su korišćeni odgovarajući instrumenti.
Prva evidentirana zapažanja o katarakti datiraju od Celsusa i Galen (131. - 210. god.), koji su očno sočivo smatrali centralnom strukturom oka, kako po položaju, tako i po važnosti za vid. Pošavši od ove pretpostavke, a nakon višegodišnjeg posmatranja, Celsusa i Galen su leukokoriju uzrokovanu maturnom kataraktom, smatrali osnovnim uzrokom oboljenja u mozgu i vidnim živcima, a ne u oku, i da iz mozga potiče koagulat tečnosti nazvan sufuzija ili hipohima, koji se taloži u praznom prostoru između zenice i sočiva. Kako je Celsus za lečenje katarakte koristio samo oštru interventnu iglu, koja bi ponekad dovela do rupture kapsule, njegova intervnecija bile su sa dosta komplikacija.
U vremena Rimljana takođe postoje opisi izmeštanja katarakte, ili davanja kapi radi potiskivanja neprovidnog očnog sočiva.

## Hirurgija karatakte u srednjem veku
Početak srednjeg veka u oftalmologiji, kao i u drugim granama medicine, doneo je stagnaciju i nazadovanje, a istorija medicine beleži bogatstvo predrasuda, i netačnih saznanja u pogledu prirode katarakte kao bolesti. Pa je tako kod Hipokrata, to nazadovanje bila praćeno saznanjem da ne postoji jasna razlika između katarakte i glaukoma, a prihvatanje humoralne teorije oboljenja unelo je dosta konfuzije u ovu oblast. 
Malo svetla u ovu oblast unet je u Indiji u 8. i 9. veku, kada nastaju drevni medicinski spisi Sušruta Samhita (oko 800. god. p. n. e.) jednog od pionira hirurgije, u kojima postoje opisi operacije, koje liče na vrstu ekstrakapsularne ekstrakcije katarakte (vrh igle probija kapsulu, pa tečni sočivni materijal izlazi niz iglu napolje). Nešto kasniji hirurzi su promenili stav i činili sve da očuvaju intaktnu kapsulu očnog sočiva. Hindu hirurzi su koristili oštru iglu za probijanje sklere, a zatim tupu za reklinaciju, kako bi izbegli rupturu kapsule.
Osim reklinacije, u drevno doba su korišćene i druge metode za uklanjanje „koagulisanog podliva” iz zeničnog prostora.
Predstavnik arapske škole, Rhazes (865-925 god.) je pisao o Antilosu (150. god.), koji je uklanjao kataraktu pomoću staklene cevčice.
Irački oftalmolog Amar (996 — 1020) u svojoj Knjizi o raznim očnim oboljenjima opisao je aspiraciju katarakte kroz šuplju iglu. Ovakvu metodu su primenjivali sirijski oftalmolozi 12. i 13. veka, ali je onda zapostavljena. 
Nekoliko vekova kasnije Konstantin Afrikanus (1018.godine), arapski oftalmolog i monah, prvi put je uveo termin katarakta, prevodeći na latinski arapski termin "sufuzija" sa značenjem podliv ili vodopad.

## Hirurgije karatakte u novom veku
Metoda Žak Davijela
U 18. veku Francuski oftalmolog Žak Davijel (Jacques Daviel, 1696-1762) započeo je revoluciju hirurških inovacija opisujući novi metod uklanjanja katarakte. On je 1753. godine prvi prikazao metodu incizione ekstrakcije katarakte, ovako je opisujući
- oftalmolog sedi nasuprot pacijentu i keratomom pravi inciziju na donjem limbusu (operacija je izvođena bez anestezije, pa je zbog Belovog fenomena pristup bio moguć samo donjem limbusu);
- potom proširuje rez u obe strane do iznad zenice;
- zatim vrši inciziju kapsule iglom i meša sadržaj sočivne kese špatulom;
- istovremeno vršeći ekspresiju nukleusa laganim pritiskom prsta na donji deo bulbusa;
- sledi kiretaža preostalih sočivnih masa;
- i prekrivanje neušivena operativna rane tupferom.[7]

Ova metoda nije naišla na podršku i većina oftalmohirurga je nastavili da reklinira sočivo i narednih 150 godina. Na to su između 1760. i 1860. godine, uticali hirurzi koji su objavljivali rezultate koji su pokazivali česte komplikacije pri primeni Davijelove metode (čest prolaps i gubitak staklastog tela sa dislokacijom zenice na dole i jake inflamatorne reakcije).
Tri značajna pronalaska između 1753. i 1862. godine, koja su odredila dalje pravce razvoja hirurgije katarakte
| Autor pronalaska                                        | Slika | Opis |
| ------------------------------------------------------- | ----- | --- |
| Pierre-François-Bénézet Pamard (oftalmolog iz Avinjona) |       | Ovim pronalaskom on je promenio položaj pacijenta tokom intervencije, postavljajući ga iz sedećeg u ležeći položaj, kako bi operativni zahvat izvodio iznad njegove glave, praveći rez na gornjem limbusu. |
| Karl Gustav Himly (nemački oftalmologa)                 |       | Prvi je pokušao da ostvari bolju vizuelnu kontrolu operacionog polja, pa je tokom intervencije koristio farmakološku midrijazu. Time je on postao jedan od pionir u oblasti oftalmologije.                 |
| Albert Mooren Brunnen (oftalmolog iz Dizeldrofa)        |       | Sopstvenim pronalaskom on je prvi započeo sa primenom iridektomije u prevenciji pupilarnog bloka. |

Modifikacija hirurškog noža i drugih instrumenata
Samuel Sharp (1700-1778) bio prvi hirurg koji je nožem sekao korneu kod operacije katarakte, u cilju stvaranja finijeg kornealnog reza, Šarp je 1753. godine modifikovao hirurški nož - dajući mu oblik mača, a Von Grif (Von Graefe) nastavio je se modifikacijom ovog noža 1867. godine
Jedna od varijanti ovih instrumenata, koja međutim nije stekla veliku popularnost, bio je Guerinov nož na oprugu za isecanje katarakte (koji je on izumeo u Lionu 1785. godine) i koji se može videti u Kraljevskom koledžu hirurga.
Carl von Graefe, bio je prvi hirurg koji je preduzimao ozbiljne zahvate očnih kapaka, al je modifikovao i Wathersova klešta, tako da se taj instrument i do danas koristi u operaciji katarakte, kao i dugačke i oštre noževe sa uskim sečivom koji su omogućavali superiornu inciziju.
Tokom 1845. godine Kristijan (Christiaen) opisao je destrukciju zonula specijalnom, zakrivljenom, tupom sondom kroz prednju komoru.
Von Grif (1867) i A. Terson (1871) su ekstrakciju sočiva vršili uz pomoć instrumenta u obliku kašike koji su podvlačili ispod sočiva, dok su Reuling (1879) za istu namenu koristi instrument u obliku omče. 
Prva ušivanja operativne rane
Henri Vilijams (Henry W. Williams) je 1867. godineu Bostonu prvi put počeo da ušiva operativnu ranu. Ovaj princip dalje su usavršavali 1891. godine Mendoza (Suarez de Mendosa, 1891), 1894. godine Kalt (Eugene Kalt) i 1916.godine Verhof (Frederick Verhoeff). 
Mehanićka zonuloliza pritiskom
Pukovnik Smit (Henry Smith) 1895. godine uveo je u operativni zahvat mehaničku zonulolizu pritiskom “ab externo”, uz pomoć mišićne kuke postavljene na donji limbus i tim eliminisao manipulacije instrumentima u prednjoj komori. Zbog očuvanih zonularnih pripoja na gornjem polu, pri prevlačenju kuke preko rožnjače sočivo bi se okrenulo i izlazilo iz oka sa donjim polom napred. 
Eliminacija okretanja sočiva
Dalje usavršavanje metode imalo je za cilj eliminaciju okretanja sočiva takozvanim Smit-Indian manevrom (metodu je Smit naučio od potpukovnika Mulroneja 1894. i primenjivao je u toku službe u Indiji). Metoda je imala sledbenike u ranim 1900. godinama, mada je mehanički pritisak često dovodio do prolapsa i gubitka staklastog tela (u oko dve trećine operisanih).

## Hirurgija katarakte u 20. veku
U prvoj i na početku druge polovine 20. veka hirurzi su neprestano radili na usavršavanjem metode intrakapsularne ekstrakcije sočiva. U tom periodu dogodila su se sledeća otkrića, i uvedene sledeće metode: 
- E. Kalt, G. Stanculeann i A. Knapp (1910) počeli su sa modifikcijom uvođenjem prvo pincete — koja klati donji pol sočiva i raskida zonule, a zatim su koristili kuka koja pomaže okretanju i ekspresiji sočiva.
- Verhoeff (1916) je počeo da primenjuje kapsularnu pincetom, sa polukružnim, nežnim vrhovima, kroz gornju sektornu iridotomiju, linearno ekstrahujući sočivo koje je držao za gornji pol. Eliminacijom, mehaničkog pritiska i okretanjem sočiva, znatno je umanjio šanse za prolaps staklastog tela.
- Daljem usavršavanju kapsularne pincete i načina ekstrakcije sočiva, doprineli su radovi Ervina Toroka (1916), Sinklera (A. H. H. Sinclair, 1924) i Elšniga (Anton Elschnig, 1932).
- Pokušavajući da umanji mogućnost cepanja kapsule pri ekstrakciji sočiva Stover (P.Stoewer, 1902) je koristio princip vakuuma za fiksaciju instrumenta za kapsulu.
- Baraker (Ignazio Barraquer 1917) je koristio pneumatsku pincetu, a njegov sin Jose konstrusao je kompleksnu električnu vakuum-pumpu sa nastavkom za sukciju kapsule (erysophak). Bel i Dimitri (Alan E. Bell i Theodore J. Dimitry) pojednostavili su ove sisteme koristeći običan gumeni balon na kraju drške sonde.
- Sledeći napredak u tehnici, koji je postignut uvođenjem hemijske zonulolize u praksu, pa je tako: Baraker (Jose Barraquer, 1958) demonstrirao efikasnost enzima α-himotripsin, a zatim poljskog oftalmologa Kravaviča (T. Krawawicz, 1961), koji je promovisao upotrebu krioekstraktora, i izum R. Brubaker i D. Vorten koji su uneli poboljšanja u redukciji veličini sonde.
- U drugoj polovini 20. veka nakon niza inovacija i usavršavanja, hirurzima toga doba na raspolaganju je bila pouzdana metoda koja nije zahtevla primenu pritiska na bulbus, niti totalnu iridektomiju, sa znatno smanjenim rizikom od pucanja kapsule sočiva ili gubitka staklastog tela. Postoperativno, zenice su bile uske i okrugle a metoda je bila na vrhuncu popularnosti sedamdesetih godina ovog veka.

Implantacija veštačkog sočiva
Tek je tehnološki napredak u razvoju kontaktnih sočiva (1940-1970) doprineo uspešnijoj rehabilitaciji afaknih pacijenata. Tek ideja o implantaciji veštačkog intraokularnog sočiva (IOS), zbog potrebe za očuvanom zonulokapsularnom dijafragmom kao osloncem, podstakla je dalje usavršavanje hirurške tehnike operacije katarakte, težnju ka manjem operativnom rezou i smanjenju učestalosti komplikacija.

## Hirurgija katarakte u 21. veku
Hirurgija katarakte u 21. veku postavila je pred svojim hirurzima izuzetno visoke ciljeve, jer se od ishoda operacije više ne očekuje samo bolji kontrast, veća količina svetla u oku, već i odlična vidna oštrina, mogućnost čitanja i sl.
Kako bi se pacijentima predočila realna mogućnost za ostvarenje ovakvih ciljeva nakon operacije katarakte, ukazala se potreba i za postojanjem načina ili instrumenta kojima bi se preoperativno što preciznije odredila potencijalni postoperativna vidna oštrinu nakon nekomplikovane operacije, što je iziskivalo i nametnulo usavršavanje sve sofisticiranije medicinske opreme.

## Literatura
- Kirby DB: Surgery of cataract, 1st ed. Philadelphia, JB Lippincott, 1950;11.
- Kirby DB: Surgery of cataract, 1st ed. Philadelphia, JB Lippincott, 1950;22.
- Hirschberg J: The History of Ophthalmology, 1st ed, vol.1. Bonn, Germany, JP Wayenborgh, 1982; 37.
- Duke-Elder S: System of Ophthalmology, Diseases of The Lens and Vitreous, Glaucoma and Hypotony, 1st ed, vol.11. St Louis, CV Mosby, 1969; 251.